# Juzgado de lo Penal de Londres Interior
El Juzgado de lo Penal Interno de Londres, en inglés, Inner London Sessions House Crown Court, más comúnmente conocido como Inner London Crown Court y que no debe ser confundido con el Juzgado de Primera Instancia Interno de Londres, es un edificio del Juzgado de lo Penal situado en Londres, Reino Unido. Se localiza en la Casa de Sesiones o Asambleas en inglés Sessions House, de la carretera de Newington Causeway en la esquina de Harper Road dentro del área de Newington del municipio de Southwark de Londres en el sur de Londres. Este ha sido un edificio judicial en la zona desde 1794.
La Casa de Sesiones abrió sus puertas en 1917 reemplazó a la Casa de Sesiones de Middlesex en  Clerkenwell Green en 1921. Desde la creación del Condado de Londres en 1889 y hasta 1913, el trabajo había sido compartido entre la Casa de Sesiones de Middlesex y un edificio anterior en la zona de Newington. El edificio fue designado como una de las sedes del Juzgado de lo Penal en 1971 y fue ampliado en 1974 para proporcionar diez tribunales.
El parque de Newington Gardens se encuentra inmediatamente al sureste, lugar ocupado antiguamente por la prisión Horsemonger Lane Gaol.

## Galería

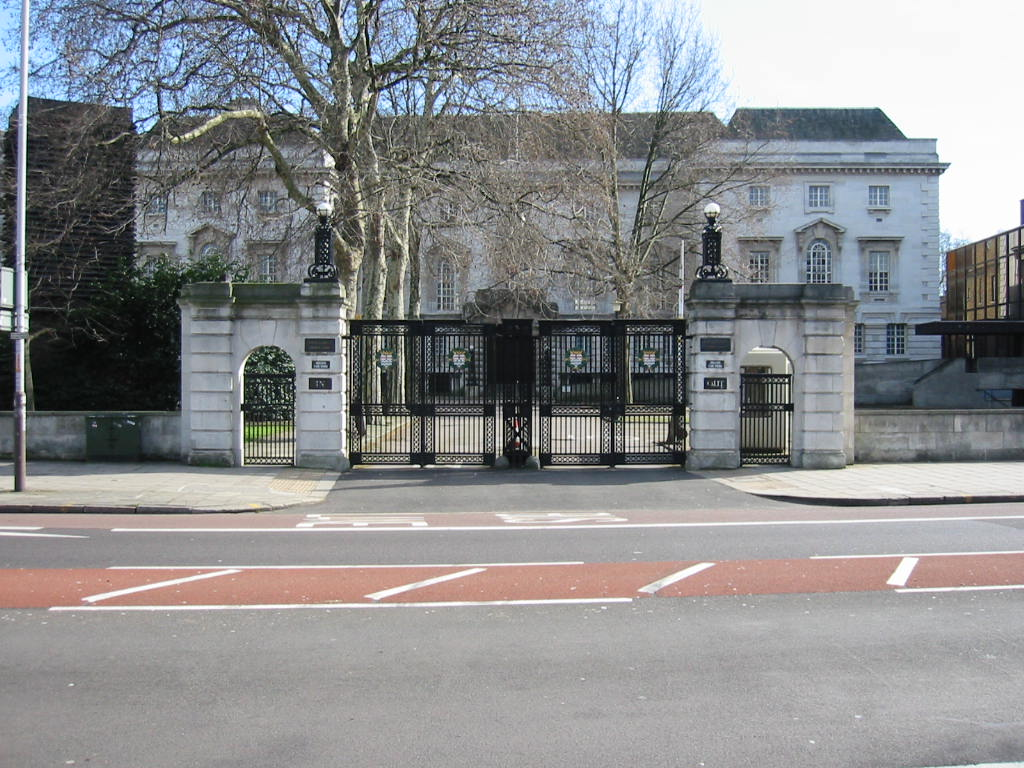
Entrada principal del Juzgado de lo Penal Interno
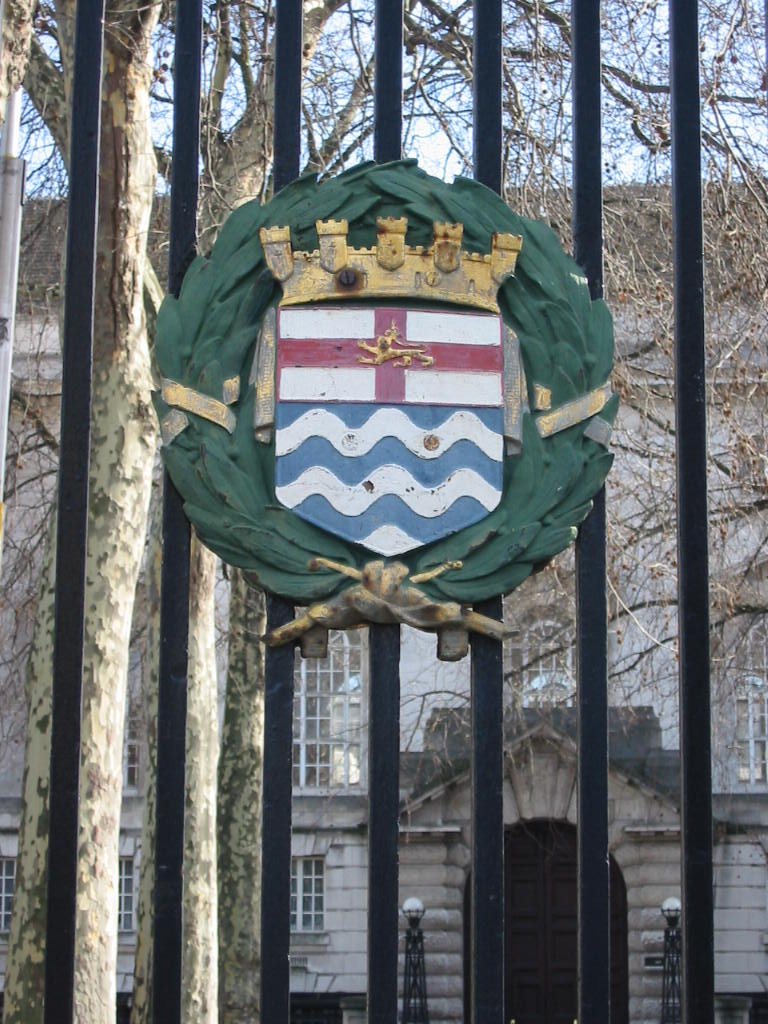
Escudo de armas del Consejo del Condado de Londres en las puertas